# 天主教圣玛丽亚总教区
天主教聖瑪麗亞總教區（拉丁語：Archidioecesis Sanctae Mariae）是羅馬天主教在巴西的一個教省總教區，下轄五個教區。
1910年8月15日成立教區，2011年4月13日升為總教區。位於南大河州中部，2010年有教友400,000人，佔轄區總人口75.2%。教區下轄卅八個堂區，有106名司鐸。現任教區總主教為埃利奧·阿德拉·魯貝特。